# Ochotona koslowi
Ochotona koslowi är en däggdjursart som först beskrevs av Eugen Büchner 1894.  Ochotona koslowi ingår i släktet Ochotona, och familjen pipharar. IUCN kategoriserar arten globalt som starkt hotad. Inga underarter finns listade.

## Utseende
Arten når en kroppslängd (huvud och bål) av 17 till 24 cm och en vikt av 100 till 300 g. Bakfötterna är 2,8 till 4,2 cm långa och öronen är 1,7 till 2,4 cm stora. Håren som bildar pälsen på ovansidan är främst ljus rödaktiga till sandfärgade och deras spets är vit. På undersidan förekommer gulvit päls. Före den kalla årstiden blir håren längre och ännu ljusare. De avrundade öronen har ljusa kanter. I motsats till Ochotona ladacensis och Ochotona curzoniae har arten vita läppar. Dessutom förekommer avvikande detaljer av kraniets konstruktion.

## Utbredning
Ochotona koslowi är endemisk till Kina och fanns vid en undersökning 1999 på tre platser, alla på höjder mellan 4 200 och 4 800 m ö.h.

## Habitat
Ochotona koslowi lever på den alpina ängstundran och bor i grunda hål som de gräver själva.

## Ekologi
Flockens medlemmar som vanligen består av familjemedlemmar är aktiva på dagen. De har i reviret flera självgrävda bon med tunnlar som är upp till två meter långa. Boets djupaste delar ligger ungefär 40 cm under markytan och det finns 7 till 8 ingångar. Arten äter under sommaren främst gröna växtdelar. Det är inte känt om den skapar förrådshögar med hö.
Honor som hittades under mitten av juni var dräktiga med 4 till 8 ungar. Vid ett tillfälle dokumenterades en hona som hade två kullar under samma år.